# 해동농서
《해동농서》(海東農書)는 조선 후기에 편찬된 농서이다. 이 책은 규장각 직제학·이조판서 등을 지낸 바 있는 실학자 서호수가 편찬하였다.
이 책의 편찬 연대가 정확하게 언제인지는 알 수 없지만, 여러 가지 사정으로 보아 대개 1798년~1799년(정조 22~23년)에 편찬된 것으로 추정된다.
현존하는 《해동농서》는 초고본(草稿本)과 목판본의 두 종류가 있다. 초고본은 전8권으로 이루어졌는데, 농무(農務)·과류(瓜類)·채류(菜類)·과류(果類)·목류(木類)·초류(草類)·잠상(蠶桑)·복거(卜居)·목양(牧養)·조양(造釀)·구황(救荒)·벽온(酸瘟)·치약(治藥)·단약(丹藥)·선택으로 되어 있다.

## 같이 보기
- 임원경제지